# Сплеск вуглецю-14 у 774 році
Сплеск вуглецю-14 у 774—775 роках — це зафіксоване збільшення на 1,2 % концентрації ізотопу вуглецю-14 (14C) у кільцях дерев, датованих 774—775 роками, що приблизно у 20 разів перевищує звичайний фоновий рівень. Сплеск був виявлений під час дослідження дерев японського кедра, а його датування було здійснено за допомогою дендрохронології. Сплеск ізотопу берилію-10, виявлений в антарктичних кернах льоду, теж був пов'язаний із подією 774—775 років. Це прояви так званої події Міяке або події Карла Великого, яка призвела до найбільшого й найшвидшого зростання рівня вуглецю-14 із зареєстрованих за всю історію.
Судячи з усього, ця подія була глобальною: аналогічні залишки вуглецю-14 виявлені в кільцях дерев у Німеччині, Росії, Сполучених Штатах, Фінляндії та Новій Зеландії. Для пояснення такого різкого зростання необхідне одномоментне внесення в атмосферу (9,6 ± 0,5) × 1026 атомів вуглецю-14. Це більш ніж утричі (3,2 ± 0,2) перевищує його кількість, яка в середньому утворюється в атмосфері за рік.

Спочатку точність вимірювань була недостатньою, і датування події коливалося між 774 або 775 роками. Проте уточнені виміри, опубліковані у 2018 році, що посилаються на зразки деревини, узяті на всій земній кулі від Ямалу до Нової Зеландії, показали, що подія сталася в липні 774 року (±1 місяць із 95-відсотковою довірчою ймовірністю).

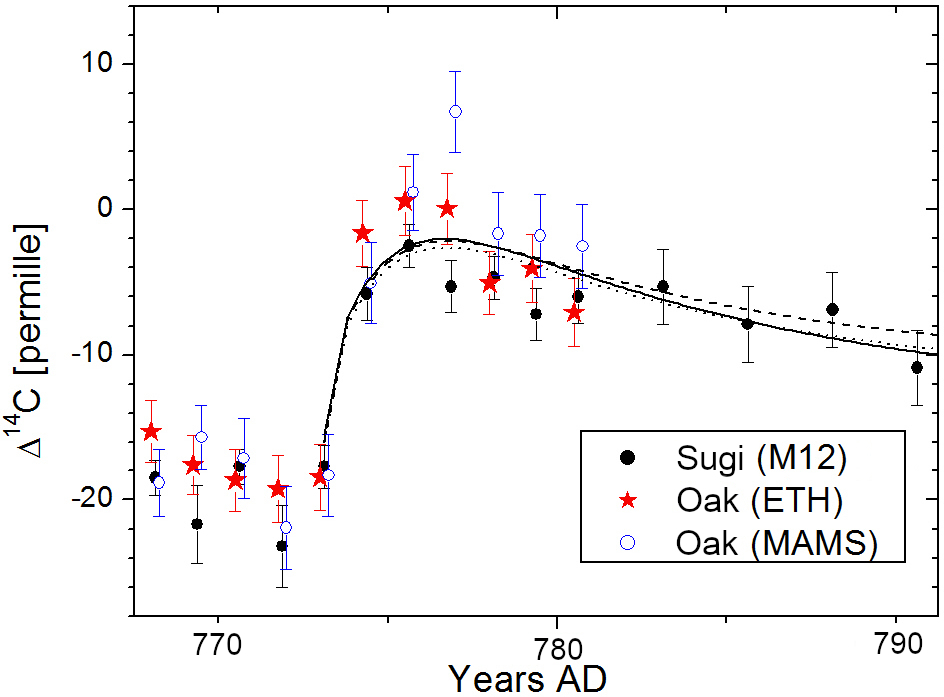
Рис. 1. Сплеск вуглецю-14 бл. 774 року. Кольорові крапки — виміри в деревах Японії (M12) й Німеччини (дуб); чорні лінії — змодельований профіль, який відповідає миттєвому утворенню вуглецю-14.

Сигнал показує різке збільшення рівня приблизно на 1,2 %, а після нього — повільне зниження (див. рис. 1). Такий профіль є типовим для миттєвого утворення вуглецю-14 в атмосфері і вказує на те, що подія була короткотривалою. Усереднене глобальне утворення вуглецю-14 для цієї події становить 1,3×108 ± 0,2×108 атомів/см2.

## Гіпотези
Проаналізовано кілька можливих причин події.
Рік Господній 774-й. Цього року нортумбрійці вигнали свого короля Альреда з Йорка на Великдень; і обрали собі за володаря Етельреда, сина Мулла, який правив чотири зими. Цього ж року також з'явилося на небі червоне розп'яття після заходу сонця; мерсійці та кентці билися під Отфордом; а в землі південних саксів бачили дивовижних змій.

(Annus Domini (the year of the Lord) 774. This year the Northumbrians banished their king, Alred, from York at Easter-tide; and chose Ethelred, the son of Mull, for their lord, who reigned four winters. This year also appeared in the heavens a red crucifix, after sunset; the Mercians and the men of Kent fought at Otford; and wonderful serpents were seen in the land of the South-Saxons.)
«Червоний хрест», згадуваний в Англосаксонській хроніці, за різними гіпотезами, був надновою або полярним сяйвом.
У китайських джерелах знайдено лише одну чітку згадку про полярне сяйво в середині 770-х років, а саме 12 січня 776 року. Натомість у 775 році зафіксували аномальну «грозу».
За сучасними уявленнями, подія була наслідком сонячно-протонного шторму (СПШ) або послідовністю подій, які час від часу трапляються, — дуже сильного сонячного спалаху, можливо, найсильнішого з усіх відомих, але все ж у межах можливостей Сонця. Сукупність даних, отриманих під час радіовуглецевого датування, здійсненого у 2020 році, указує на те, що сплеск був спричинений екстремальним за потужністю сонячно-протонним штормом.
Інший запропонований сценарій виникнення події — гамма-спалах — видається малоймовірним, оскільки подія супроводжувалася нехарактерним для нього збільшенням рівня ізотопів бериллію-10 і хлору-36. Відкинуто також можливе зіткнення з кометою. Якби подія була зумовлена сонячним спалахом і супутнім викидом протонів, які досягли Землі, то енергетичний спектр протонів був украй жорстким. Кількість космогенних ізотопів, що виникли в атмосфері під дією космічних променів, була в 40—50 разів більшою, ніж під час найбільшої безпосередньо спостережуваної події 23 лютого 1956 року, і максимальною за всі 11 тисячоліть голоцену. Атмосферні моделі для такої події пророкують глобальне зниження вмісту озону в озоновому шарі на 8,5 % і певний вплив на погодні умови (зміна середньомісячної поверхневої температури до ±4 °C у деяких районах).
У 2022 році дослідження частинок надзвичайно потужної сонячної бурі, яка сталася поблизу сонячного мінімуму в 7176 р. до н. е. виявило один із найбільших стрибків ізотопу 10
Be у кернах льоду. Подальша реконструкція стрибка співвідношення 36
Cl/10
Be свідчить про те, що ця СПШ-подія була порівнянною з подією 774 року з погляду енергії (понад 30 МеВ) або навіть потужнішою. Це означає, що масштаби й частота потенційно найгіршого сценарію для СПШ-подій збільшуються. Крім того, дослідження свідчить про те, що подія 7176 року до н. е. сталася поблизу сонячного мінімуму.
Інше дослідження 2022 року з використанням радіовуглецевого аналізу деревних кілець, зокрема, дійшло висновку, що події Міяке не пов'язані із циклами сонячної активності (тобто із сонячними спалахами), як вважалося раніше, і тривалість досить довго. Вони трапляються в середньому кожні 1000 років і здатні загрожувати глобальним технологіям нашого століття.

## Частота подібних подій

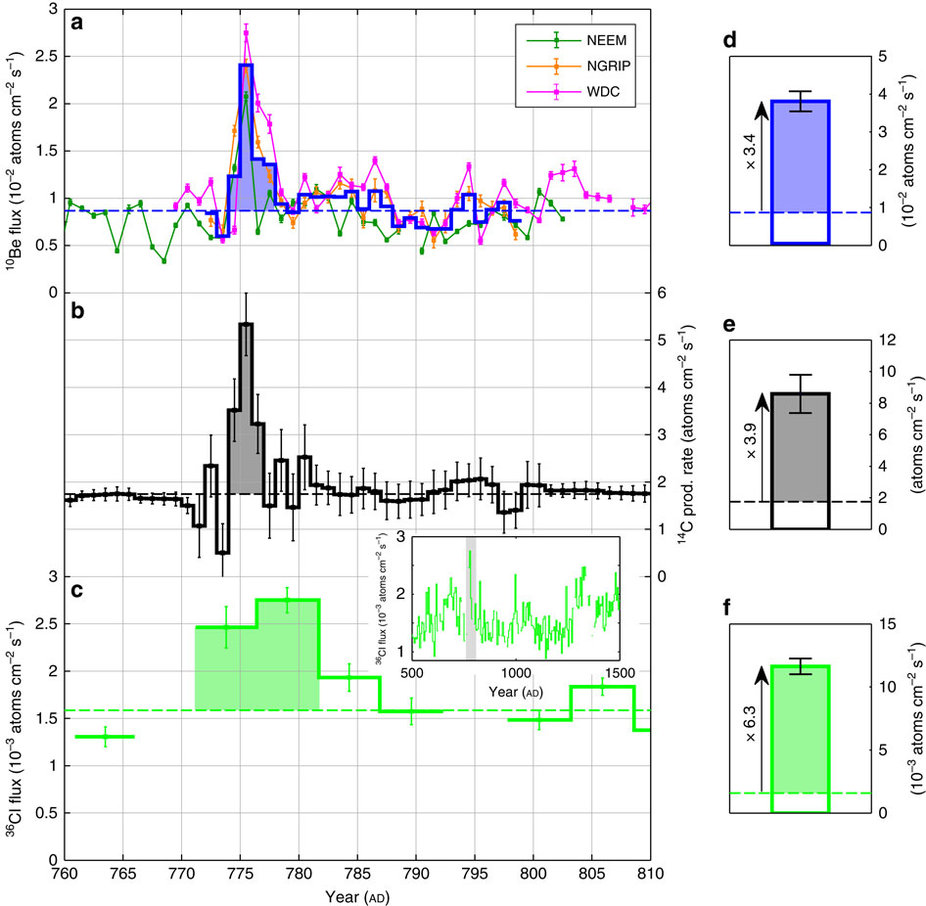
Рис. 2. Подія 774 року з огляду на ізотопи, і.

Подія 774 року є найсильнішим сплеском за останні 11 000 років у наявних даних космогенних ізотопів, але вона не унікальна. Подібна подія сталася в 993—994 роках, але її потужність становила лише 60 % від події 774 року. Ще одна подібна подія сталася приблизно в 660 році до н. е. Вважається, що кілька інших таких подій сталися в епоху голоцену.
Наявні дані свідчать, що такі потужні сплески відбуваються раз на десятки тисячоліть, тоді як слабші — раз на тисячоліття чи навіть століття. Подія 774 року не супроводжувалася катастрофічними наслідками для життя на Землі, але якби вона сталася в наш час, вона могла б завдати катастрофічної шкоди сучасним технологіям, зокрема системам зв'язку та космічної навігації. Крім того, сонячний спалах, здатний спричинити спостережуваний ізотопний ефект, становив би значну загрозу для космонавтів.
Станом на 2017 рік існують лише «напрацювання ідей» щодо попередніх варіацій рівня вуглецю-14, оскільки вимірювання по роках доступні лише для кількох періодів (зокрема, для 774—775 років). У 2017 році ще один «надзвичайно різкий» сплеск вуглецю-14 (2,0 %) вдалося прив'язати до 5480 року до н. е., але, оскільки він має досить велику тривалість, він пов'язаний не із сонячною подією, а скоріше з надзвичайно швидким великим мінімумом сонячної активності. Аналіз ускладнюється відсутністю щорічних вимірів рівня радіоактивного вуглецю за попередні дати.